# Ceuthophilus caudelli
Ceuthophilus caudelli är en insektsart som beskrevs av Theodore Huntington Hubbell 1936. Ceuthophilus caudelli ingår i släktet Ceuthophilus och familjen grottvårtbitare. Inga underarter finns listade i Catalogue of Life.